# Otar Tschcheidse
Otar Tschcheidse (georgisch ოთარ ჩხეიძე; * 28. November 1920 in Qelkzeuli, Kreis Gori; † 2007) war ein georgischer Schriftsteller.

## Leben
Er wurde als Sohn einer Lehrerfamilie geboren. 1938 nahm er ein Studium der Englischen Sprache und Literatur an der Staatlichen Universität Tiflis auf. Es folgte eine Tätigkeit am Pädagogischen Institut Batumi und dann für dreißig Jahre am Pädagogischen Institut Gori. Schließlich hielt er Literaturvorlesungen an der Staatlichen Universität Tiflis.

## Werke
- xeleuri, (Das Ährenbüschel), Erzählungsband, 1947
- tinis xidi, (Die Felsbrücke), Roman, 1950
- sebiri, (Der Damm), Roman, 1953
- burusi, (Der Nebel), Roman, 1955
- mececi, (Die Sandbank), Roman, 1957
- kvernaki, Roman, 1964
- Romani da istoria, (Roman und Geschichte), Monographie, 1964
- lsndebi, (Die Schatten), Roman, 1965
- nakrsali, (Das Naturschutzgebiet), Roman, 1970
- italiuri driurebi baironisa, (Italienische Tagebücher Byrons), Monographie, 1976
- cxracqaro, Roman, 1977
- tedore, Drama, 1978
- ketevan, Drama, 1978
- giorgi, Drama, 1978
- veneciuri cari, (Der Lüster aus Venedig), Roman, 1981
- cemi soplis etiudebi, (Eindrücke aus meinem Dorf), Erzählungsband, 1980

Einige seiner Werke wurden ins Russische, Deutsche, Bulgarische sowie im Gebiet der Sowjetunion gesprochenen Sprachen übersetzt.